# Malacomyia sciomyzina
Malacomyia sciomyzina är en tvåvingeart som först beskrevs av Alexander Henry Haliday 1833.  Malacomyia sciomyzina ingår i släktet Malacomyia och familjen tångflugor. Arten är reproducerande i Sverige. Inga underarter finns listade i Catalogue of Life.